# Ginnastica Moderna Legnano
L'Associazione Sportiva Dilettantistica Ginnastica Moderna Legnano è una società sportiva di Legnano che promuove la diffusione della ginnastica ritmica e della ginnastica per tutti. Ha come colori sociali il bianco e il rosso.
Attiva nel Legnanese, organizza corsi di ginnastica formativa a partire dall'età di tre anni, con lo scopo di preparare le atlete all'attività agonistica.

## Storia
Riconosciuta dal CONI ed affiliata alla Federazione Ginnastica d'Italia (FGI), la società nasce nel 1971 e partecipa con proprie ginnaste ai campionati regionali interregionali e nazionali. Nel 2015 fu promossa in Serie A2, mentre dal 2018 disputa il campionato di Serie A1

## Palmarès
I più recenti successi conseguiti a livello nazionale della società sono: 
- 2019 squadra ottava classificata camp. Italiano serie A1 Ferrara
- 2018 squadra nona classificata camp. Italiano serie A1 Sansepolcro
- 2017 secondo posto camp. Italiano serie A2 Padova; promossa in A1
- 2016: terzo posto camp. italiano serie A2 Forlì
- 2015: secondo posto camp. italiano serie A2 Padova
- 2014: campione serie B nazionale Arezzo
- 2011: 1º e 5º posto a squadre al Gran premio d'estate a Pesaro;
- 2009: secondo posto nel Campionato italiano d'insieme Open di squadra (tre funi e due nastri) a Biella;
- 2008: campionessa italiana di specialità di coppia (coppia funi) a Foligno[4].